# Ненсі Ліберман
Ненсі Ліберман (англ. Nancy Lieberman, 1 липня 1958) — американська баскетболістка.
Срібна призерка Олімпійських Ігор 1976 року.
Переможниця Панамериканських ігор 1975 року, срібна призерка 1979 року.
Чемпіонка світу 1979 року.
Переможниця Кубка Р. Вільяма Джонса 1979 року.